# MTV Portugal
MTV Portugal ist ein portugiesischer Fernsehkanal, der über Kabel, Satellit und IPTV empfangen werden kann, und 24 Stunden am Tag allgemeine Unterhaltung sendet. Er ist bei allen vier nationalen Fernsehanbietern in Portugal verfügbar. Der Sender sendet im Pay-TV und ist via Satellit über Hispasat 30.0° empfangbar.
Der Kanal strahlt sein Programm auch in Afrika aus, und zwar in Angola und Mosambik.

## Geschichte
MTV Portugal wurde am 3. Juli 2003 gestartet. Der Sender gehört zur weltweit tätigen MTV Group, die 1981 gegründet worden ist und Musikgeschichte geschrieben hat. Hinter MTV steht das Unternehmen Viacom von US-Medienmogul Sumner Redstone.
Zunächst strahlte der Sender hauptsächlich Musik aus, doch mit der Zeit immer mehr Reality-Shows. Der größte Teil seines Programms besteht aus Sendungen, die von MTV und MTV2 in den Vereinigten Staaten ausgestrahlt werden, aber auch aus Sendungen aus Großbritannien (Geordie Shore, Just Tattoo of Us, …) oder Spanien (Gandía Shore, …).

## VJ Casting
Am 3. Februar 2012 produzierte MTV Portugal das Programm MTV VJ Casting, das zum Ziel hatte, nach neuen VJs für den Sender zu suchen. Das Programm lief in zehn verschiedenen Städten – Almada, Aveiro, Coimbra, Faro, Funchal, Guimarães, Lissabon, Montijo, Sintra und Viseu. Die große Gewinnerin war Ana Sofia Martins.

## Sendungen

### Sendungen aus denUSA
- My Super Sweet 16
- Dismissed
- Jackass
- Punk'd
- Teen Cribs
- True Life
- Jersey Shore
- 16 and Pregnant
- Teen Mom
- The Hard Time of RJ Berger
- Pimp My Ride
- Made
- The Hills
- MTV VMA
- Floribama Shore
- Are You the One?
- Catfish: The TV Show
- Jersey Shore: Family Vacation
- Million Dollar Baby
- Ridiculousness
- Siesta Key
- America's Best Dance Crew
- MTV2's Girl Code
- MTV2's Guy Code
- Big Tips Texas
- awkward.
- Beavis and Butt-Head
- Disaster Date
- Kenny Powers
- Fear Factor
- Faking It
- Fired by Mom & Dad
- I Used to be Fat
- Kids' Choice Awards 2015 (in O.V.; Nickelodeon Portugal nimmt die Verbreitung der vorherigen Versionen wieder auf, 2016 - 20??)
- Lip Sync Battle
- Paris Hilton's My New BFF
- MTV Cribs
- Extreme Cribs
- Retro Cribs
- South Park
- Crash Canyon
- The Pauly D Project
- Washington Heights
- Zach Stone Is Gonna Be Famous
- Ex On The Beach EUA
- Just Tattoo of Us USA
- Lindsay Lohan's Beach Club

### Sendungen ausGroßbritannien
- Geordie Shore
- Just Tattoo of Us
- Ex on the Beach
- Ex on the Beach: Body SOS
- MTV Movies
- Car Crash Couples
- The Charlotte Show
- Judge Geordie
- The Valleys
- Beauty School Cop Outs
- The Royal World
- MTV Asks

### Sendungen ausBrasilien
- Copa do Caos
- Catfish Brasil
- Are You the One? Brasil
- Ridiculos

### Sendungen ausMexiko
- Acapulco Shore
- Resistiré

### Sendungen ausSpanien
- MTV Super Shore
- Gandía Shore

### Eigene Sendungen von MTV Portugal
- MTV Hitlist Portugal
- MTV Breakfast Club
- MTV Hits
- MTV Insomnia
- MTV Dance Videos
- MTV Drive Time by Smart
- MTV It Girls

### Andere Sendungen und Liveübertragungen
- MTV EMA
- Tomorrowland 2018, (Belgien)[6]